# 300 (képregény)
A 300 egy történelem ihlette képregénysorozat. Írója és rajzolója Frank Miller, színezője pedig Lynn Varley. Az eredeti sorozat 5 füzetben jelent meg 1998. május és 1998. szeptember között a Dark Horse Comics kiadásában. A történet a thermopülai csata újragondolása, aminek középpontjába Leonidász kerül. A 300-at leginkább az 1962-es A háromszáz spártai című amerikai mozifilm inspirálta, melyet Miller még gyermekkorában látott.
A képregény minden egyes képe dupla oldalon terült el. Mikor a kiadvány megjelent kemény borítóval, akkor az oldalak mérete kétszerese volt egy átlagos képregényhez képest. Miller alkotói stílusa nagyon hasonlít a Sin City műveihez, de a színek összeállításában nyilvánvaló különbség van mivel azok fekete-fehérek.
A 300 először egy öt füzetből álló, havonta megjelenő sorozat volt, amit a Dark Horse Comics adott ki. Az egyes kötetek a Honor (becsület), Duty (kötelesség), Glory (dicsőség), Combat (küzdelem) és Victory (győzelem) címet viselték. A sorozat 1999-ben megnyert három Eisner-díjat: „a legjobb limitált sorozat”, „a legjobb író, rajzoló” Frank Millernek és a „legjobb színösszeállítás” Lynn Varley-nek. 1999-ben munkájuk megjelent keményborítós (hardcover) formában is. A képregényből 2007-ben egy filmadaptáció is készült, 300 címmel.

## Tartalom
|  | Alább a cselekmény részletei következnek! |

Leonidász, Spárta királya összegyűjti 300 legjobb katonáját, hogy szembeszálljon a közelgő perzsa invázióval. Mivel tudja, hogy ez egy öngyilkos küldetés, ezért olyan embereket választ, akiknek van egy fiuk, akik tovább viszik az örökséget. Tervük, hogy megállítsák Xerxész görögországi invázióját a thermopülai szorosnál, egy sziklán lévő kis átjárónál, katonákkal bevédve megakadályozza, hogy Spártát elárassza Xerxész hadserege. Ephialtész, egy eltorzult spártai könyörgött Leonidásznak, hogy harcolhasson, de ezt nem teszi lehetővé az, hogy púpos, ami megakadályozza, hogy a pajzsát a magasba emelhesse. Csalódottsága miatt Efiáltész elárulja Leonidászt és embereit azzal, hogy egy ösvényt megmutat a perzsáknak, így Xerxész körül tudja venni a 300 spártait, csapdába ejtve őket.
Mielőtt utoljára szembeszálltak volna a perzsákkal, Leonidász megparancsolja Arisztodemusz/Diliosz-nak, hogy hagyja el a helyszínt, és mesélje el mindenkinek a 300 spártai történetét.
Három nappal a csata után a spártaiak legyőzöttnek látszottak. Xerxész az utolsó pillanatban Leonidász elé állt, ezzel adva egy utolsó esélyt a spártai királynak a megadásra és a perzsa uralkodó előtti letérdelésre.
Leonidász végül eleget tesz a kérésnek. Eldobja pajzsát, sisakját és lándzsáját. Ez azonban csak egy csel volt, mely egy kevés lehetőséget adott arra, hogy Leonidász eldobjon egy dárdát, ami megsebzi Xerxész arcát ezzel bebizonyítja, hogy ő nem egy isteni király, amit magáról állított, valamint hogy nincs király és rabszolga, mert ez független a halandóságtól. Ezzel teljesíti azt az ígéretét is, mely szerint a küzdelem végén az isteni király vérezni fog.

## Magyar kiadás
A kötet Magyarországon, keményfedeles, 88 oldalas formában jelent meg a Képes Kiadó gondozásában.
- 300; szöveg, rajz Frank Miller, színek Lynn Varley, ford. Bayer Antal; Képes, Bp., 2007

## Utalások a 300-ra Miller egyéb műveiben
Utalások a thermopülai csatára Frank Miller számos művében jelen voltak.

## Egyéb
A 300 c. képregényből filmváltozat is készült.